# Alfa Romeo Giulietta (1954)
Alfa Romeo Giulietta byl sportovní a osobní automobil italské automobilky Alfa Romeo. Vyráběla se od roku 1954 jako kupé a od roku 1955 jako sedan. Do roku 1964 bylo vyrobeno 192 917 kusů. Design kupé vytvořil Bertone zatímco spider měl na svědomí Pininfarina. Design sedanu byl dílem inženýrů z Alfy Romeo. Nahradila typ 1900 a vystřídal jí model Giulia. Sedan měl místo až pro šest cestujících, pokud si řidič místo předních sedadel zvolil lavici. Giulietta je zdrobnělina ženského jména Julie, znamená to tedy Julinka.
Název Giulietta byl v historii automobilky Alfa Romeo použit celkem třikrát: šlo však o koncepčně i designem o velmi odlišné automobily. Giulietta (typ 116) byla vyráběna v letech 1977–1985 a pouze jako sedan. Pro odlišení od modelu z roku 1954 byl typ 116 označován též jako Nuova Giulietta. Giulietta (typ 940) je pouze hatchback vyráběný od roku 2010.

## Motor
Čtyřválec o objemu 1,3 litru a výkonu 39 kW.

## Rozměry Sedan/kupé/spider
- Rozvor - 2390/2380/2250 mm
- Délka - 3990/3920/3400 mm
- Šířka - 1550/1543/1540 mm
- Výška - 1485/1320/1180 mm
- Váha - 876/800/858 kg